# Brusselse metrolijn 5
Lijn 5 is sinds 4 april 2009 een lijn van de Brusselse metro. De metrolijn verbindt station Erasmus in het zuidwesten van Brussel (Anderlecht) met station Herrmann-Debroux in het zuidoosten (Oudergem). Het centrale deel van de lijn, zo'n 6 km tussen Beekkant en Merode, wordt gemeenschappelijk bereden met lijn 1, die in de buitenwijken haar eigen route heeft. De lijn heeft een lengte van 17,3 km en telt 28 stations.

## Traject
Lijn 5 is een oost-westlijn die grotendeels ondergronds loopt.

### Bovengrondse gedeeltes
- een kort stuk rond het Weststation
- het bovengronds gelegen eindpunt Erasmus
- het tracé Beaulieu - Demey, gelegen in de middenberm van een autosnelweg
- een traject parallel aan spoorlijnen tussen Thieffry - Delta waar de stations evenwel grotendeels ondergronds of overdekt zijn

### Overstapmogelijkheden met andere metrolijnen
| naar             | via                                        |
| ---------------- | ------------------------------------------ |
| Lijn 1           | alle stations tussen Weststation en Merode |
| Lijn 2           | Weststation, Beekkant en Kunst-Wet         |
| Lijn 3 en Lijn 4 | De Brouckère                               |
| Lijn 6           | Weststation, Beekkant en Kunst-Wet         |

## Geschiedenis

### Plannen 1969 en 1975

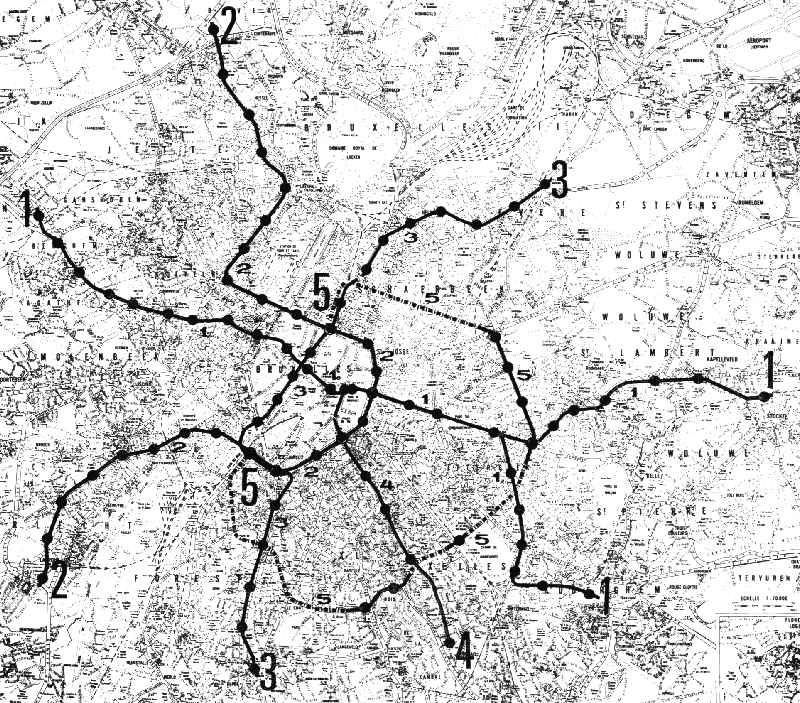
Kaart van het netwerk zoals het in 1969 was voorzien

Het eerste plan voor de Brusselse metro uit 1969 bestond uit vier metrolijnen en één tramlijn met enkele ondergrondse premetro gedeelten. Het centrale en oostelijke deel van de huidige lijn 5 werd toen reeds voorzien als een lijn 1. Deze lijn 1 zou een oost-westlijn worden die zich in het oosten in twee takken splitst (de latere takken 1A en 1B). Aan de westzijde zou de lijn via metrostation Ossegem onder de Gentsesteenweg lopen tot aan de Brusselse Ringweg in Berchem. De huidige westelijke tak van lijn 5 werd voor een deel ook al voorzien in 1969, maar dan als een vervolg op lijn 2, die na de oostelijke Kleine Ring te volgen niet naar het noorden, maar naar het zuidwesten zou afbuigen, door Kuregem, via het centrum van Anderlecht naar de omgeving van het huidige station COOVI-CERIA.
In de plannen voor de Brusselse metro van 1969 was een tramlijn 5 voorzien die grotendeels het traject van de grote ring zou volgen van het Noord- naar het Zuidstation via het oosten van de stad. Een klein deel van deze lijn is daadwerkelijk gebouwd en wordt tussen Diamant en Boileau als premetro geëxploiteerd door trams 7 Heizel - Vanderkindere en 25 Boondaal station - Rogier.
In 1975 verschenen nieuwe plannen, waarbij lijn 1 ook in het westen een tweede tak krijgen, lijn 1B. Deze lijn 1B kwam voor het grootste deel overeen met de tak die voorheen aan het zuidelijke deel van lijn 2 was toebedeeld. De tak naar Berchem bleef behouden. Rond het jaar 2000 had het net compleet moeten zijn, maar het rapport maakt er gewag van dat het tijdsschema sterk afhankelijk is van de financiële mogelijkheden.

### Uitvoering
De plannen uit 1975 werden voor het traject van de latere lijn 5 grotendeels uitgevoerd, in tegenstelling tot vele andere voorziene trajecten. De huidige lijn 5 bestaat uit delen van de trajecten van de voormalige lijnen 1A en 1B.

#### Van premetro tot metro
Sinds 20 december 1969 was er tussen De Brouckère in het centrum van de stad en Schuman in de Europawijk een premetrolijn in gebruik (trams in een tunnel, zie ook Brusselse premetro). De premetrotunnel werd omgebouwd, zodat op 20 september 1976 de eerste echte metrolijn (lijn 1) van Brussel geopend werd, op het traject De Brouckère - Merode, met vandaar aftakkingen naar Beaulieu (lijn 1A) en Tomberg (lijn 1B). De verdere uitbreidingen van de lijn werden direct als metro opgeleverd.

#### Uitbreiding van de lijn
Minder dan een jaar na de opening, op 13 april 1977, volgde de eerste westelijke verlenging, met één station tot Sint-Katelijne. Op 7 juni van hetzelfde jaar werd lijn 1A verlengd van Beaulieu tot Demey. Het met lijn 1B gedeelde tracé kwam, met de ingebruikname van het traject Sint-Katelijne - Beekkant, gereed op 8 mei 1981. In de loop der jaren werden beide takken van lijn 1 steeds verder naar de buitenwijken uitgebreid. Lijn 1B bereikte in 1982 station Sint-Guido in het zuidwesten. Lijn 1A bereikte het zuidoostelijke eindpunt Herrmann-Debroux op 23 maart 1985. Op 5 juli 1985 kwam de zuidwestelijke verlenging tot Veeweide gereed. Station Bizet, dat meer dan tien jaar het eindpunt van de lijn zou zijn, opende op 10 januari 1992. De laatste uitbreiding van de lijn, tussen Bizet en Erasmus kwam in gebruik op 15 september 2003.

### Voltooiing lijn 1 (1A + 1B)
Tot de hertekening van het net in april 2009, bestond lijn 1 in het oosten én het westen uit twee takken (1A en 1B). De lijn 1A liep tussen Hermann-Debroux en Koning Boudewijn, terwijl lijn 1B Stokkel met Erasmus verbond. De noordwestelijke tak van lijn 1A, die opende in 1985, was voorzien als een 'tijdelijke' situatie. Aangezien deze lijn niet rechtstreeks aansloot op het centrale deel van lijn 1, moesten de metrotreinen keren in het station Beekkant. Het keren van de treinen in station Beekkant kostte veel tijd, doordat de bestuurder hiervoor naar het andere uiteinde van de trein moest lopen. Deze situatie werd pas opgelost in 2009, toen lijn 2 voltooid werd.

### Reorganisatie van 2009
Op 4 april 2009 werd het Brusselse metronet geherstructureerd, de lijnen 1A en 1B werden hernoemd. Omdat de tak naar Stokkel de drukste lijn vormde, kreeg deze het nummer 1 en werd deze lijn beperkt tot het metrostation Weststation, de nieuwe terminus in het westen van Brussel. Het meer westelijke gedeelte van de vroegere lijn 1B, tussen de vroegere westelijke terminus Erasmus en Weststation werd een onderdeel van de nieuwe metrolijn 5 die verder rijdt tot het metrostation Herrmann-Debroux, de vroegere tak 1A.

## Galerij

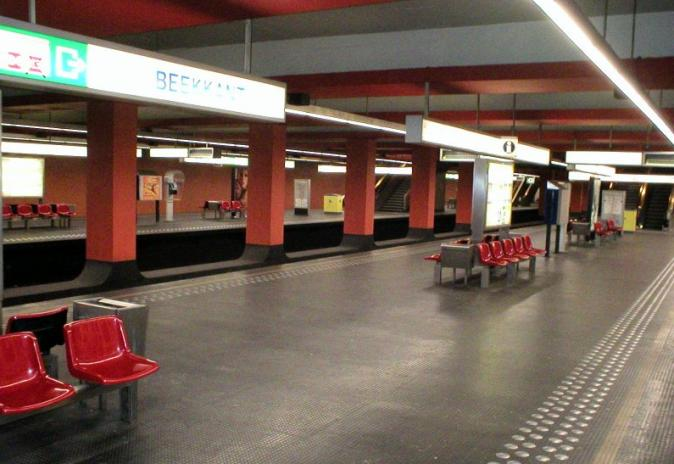
Beekkant
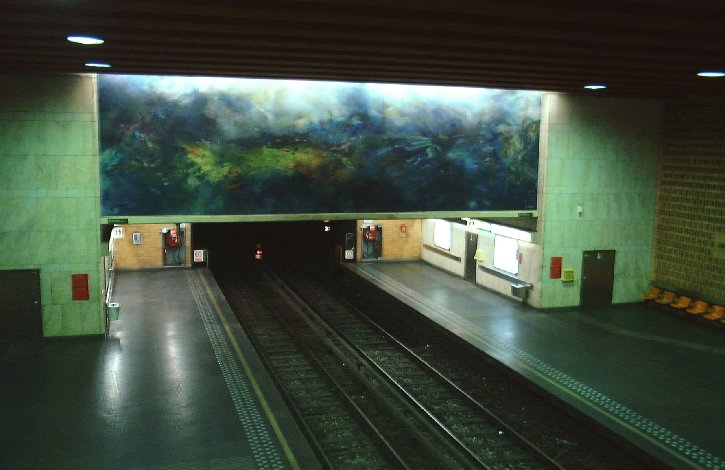
Zwarte Vijvers
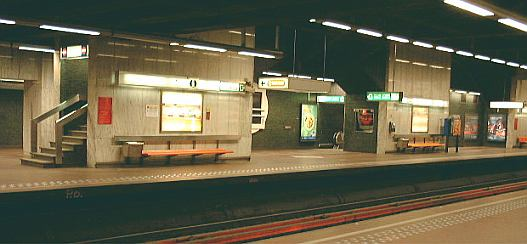
Kunst-Wet
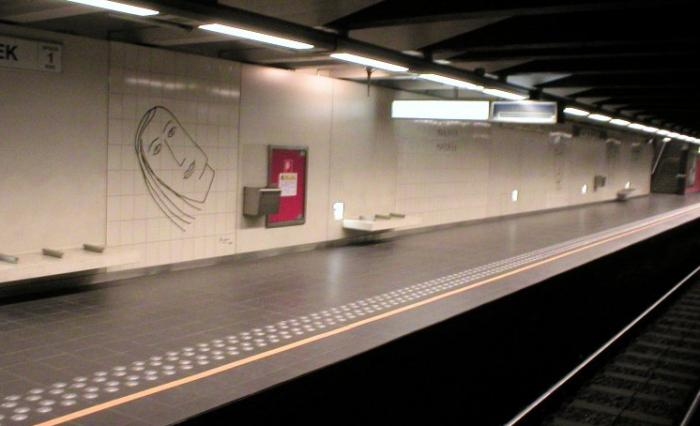
Maalbeek
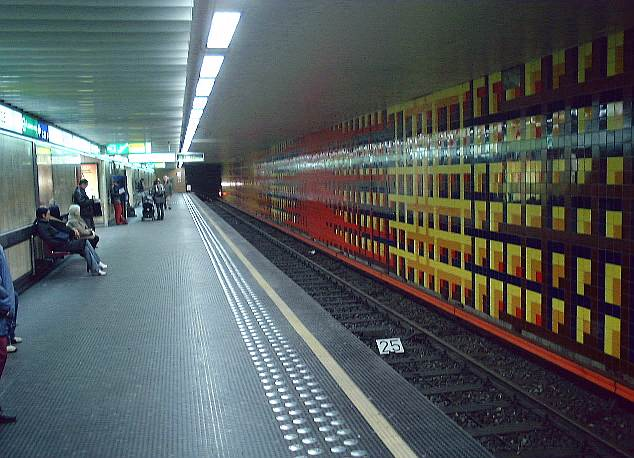
Merode
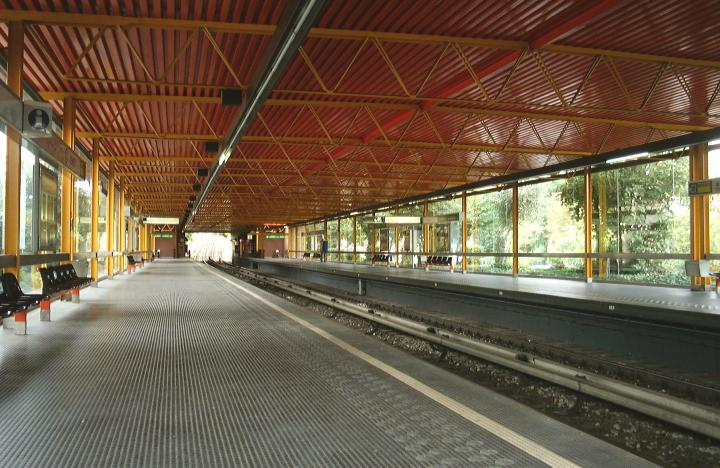
Demey

Erasmus · 
Eddy Merckx · 
COOVI · 
Het Rad · 
Bizet · 
Veeweide · 
Sint-Guido · 
Aumale · 
Jacques Brel · 
Weststation · Beekkant · 
Zwarte Vijvers · 
Graaf van Vlaanderen · 
Sint-Katelijne · 
De Brouckère · 
Centraal Station · 
Park · 
Kunst-Wet · 
Maalbeek · 
Schuman · 
Merode · 
Thieffry · 
Pétillon · 
Hankar · 
Delta · 
Beaulieu · 
Demey · 
Herrmann-Debroux